# Taça de Portugal 2018-2019
La Taça de Portugal 2018-2019 è stata la 79ª edizione del torneo Taça de Portugal. Il torneo è iniziato l'8 settembre 2018 e si è concluso il 25 maggio 2019. Lo Sporting Lisbona ha vinto il trofeo per la 17ª volta nella sua storia.

## Primo turno
| 8 settembre 2018   |                 |                      |
| Praiense           | 3 – 0           | Redondense           |
| Pinhalnovense      | 5 – 0           | Vale Formoso         |
| Casa Pia           | 6 – 0           | Graciosa             |
| Limianos           | 4 – 0           | Valenciano           |
| Sacavenense        | 2 – 1           | Alverca              |
| Rabo de Peixe      | 0 – 0 (1-4 dtr) | Olímpico do Montijo  |
| Angrense           | 3 – 0           | Marítimo Graciosa    |
| 9 settembre 2018   |                 |                      |
| Amora              | 3 – 2           | Louletano            |
| União Madeira      | 3 – 1           | Lusitânia            |
| Águeda             | 2 – 1           | Trancoso             |
| Aljustrelense      | 0 – 0 (3-2 dtr) | Praia Milfontes      |
| Almancilense       | 0 – 1           | Moura                |
| Amarante           | 6 – 0           | AD Oliveirense       |
| Anadia             | 3 – 1           | Penalva              |
| Montalegre         | 2 – 3           | Pedras Salgadas      |
| Cesarense          | 1 – 0           | Sporting Mêda        |
| Cinfães            | 0 – 0 (4-5 dtr) | Espinho              |
| Coimbrões          | 0 – 2           | Rio Tinto            |
| Condeixa           | 3 – 2           | Macao                |
| 1º Dezembro        | 1 – 2           | Sintrense            |
| Eirense            | 2 – 0           | Gouveia              |
| Felgueiras 1932    | 9 – 0           | Vila Flor            |
| Ferreiras          | 0 – 1           | Lusitano             |
| Gafetense          | 0 – 8           | Santa Iria           |
| Joane              | 0 – 2           | Fafe                 |
| Gondomar           | 2 – 0           | Leça                 |
| GRAP               | 2 – 0           | Torres Novas         |
| Idanhense          | 1 – 2           | Tomar                |
| Juventude de Évora | 1 – 3           | Armacenenses         |
| Lamego             | 3 – 2 (dts)     | Régua                |
| Loures             | 6 – 1           | Portalegrense        |
| Lourinhanense      | 1 – 2           | Peniche              |
| Lusitano FC        | 2 – 4           | Beira-Mar            |
| Maria da Fonte     | 4 – 0           | Mirandes             |
| Merelinense        | 3 – 1           | Vieira               |
| Oleiros            | 2 – 0           | Fátima               |
| Olhanense          | 0 – 0 (2-4 dtr) | Silves               |
| Oriental Lisbona   | 3 – 1           | Barreirense          |
| Pampilhosa         | 0 – 0 (2-5 dtr) | Oliveira Hospital    |
| Pedras Rubras      | 1 – 2           | Mirandela            |
| Sanjoanense        | 2 – 0           | Nogueirense          |
| São Martinho       | 6 – 1           | Machico              |
| Benfica e C.B.     | 1 – 2           | União Leiria         |
| Vianense           | 0 – 1           | Gil Vicente          |
| Vila Real          | 2 – 1           | Torcatense           |
| Sertanense         | 2 – 0           | Beneditense          |
| Sporting Ideal     | 0 – 2           | Real SC              |
| Torreense          | 2 – 0           | Coutada              |
| Trofense           | 1 – 0           | Vizela               |
| União Santiago     | 1 – 2           | Vasco da Gama Sines  |
| Valadares Gaia     | 0 – 0 (4-2 dtr) | Paredes              |
| Vila Silgueiros    | 0 – 2           | Gafanha              |
| Vilafranquense     | 0 – 0 (2-4 dtr) | Caldas               |
| Vilaverdense       | 2 – 3           | Caçadores das Taipas |
| Vinhais            | 1 – 6           | Chaves B             |
| Vitória Sernache   | 1 – 0           | Alcains              |

## Secondo turno
22 squadre perdenti il primo turno sono state selezionate per partecipare al secondo turno.
| 29 settembre 2018    |                 |                     |
| Gondomar             | 1 – 2           | Cova da Piedade     |
| Leça                 | 0 – 3           | Leixões             |
| 30 settembre 2018    |                 |                     |
| Praiense             | 5 – 1           | Pinhalnovense       |
| Águeda               | 1 – 0           | Famalicão           |
| Amora                | 8 – 0           | Lamego              |
| Anadia               | 3 – 1           | Aljustrelense       |
| Beira-Mar            | 0 – 1           | São Martinho        |
| Beneditense          | 0 – 3           | Armacenenses        |
| Caçadores das Taipas | 0 – 1           | Arouca              |
| Caldas               | 1 – 2           | Gafanha             |
| Casa Pia             | 2 – 0           | Olímpico do Montijo |
| Torres Novas         | 0 – 4           | Maria da Fonte      |
| Cesarense            | 1 – 2           | Covilhã             |
| Condeixa             | 1 – 3           | Paços Ferreira      |
| Eirense              | 0 – 3           | Torreense           |
| Fafe                 | 1 – 0           | Sporting Ideal      |
| Fátima               | 1 – 0           | Oliveirense         |
| Alverca              | 0 – 3           | Académico de Viseu  |
| Felgueiras 1932      | 2 – 0           | Joane               |
| Gil Vicente          | 0 – 1           | Chaves B            |
| GRAP                 | 2 – 4           | União Santiago      |
| Limianos             | 2 – 1           | Mafra               |
| Loures               | 1 – 0           | Oleiros             |
| Lusitano             | 1 – 3           | Oriental Lisbona    |
| Merelinense          | 0 – 3           | União Madeira       |
| Mirandes             | 2 – 3           | Coimbrões           |
| Oliveira Hospital    | 1 – 1 (3-5 dtr) | Lusitano FC         |
| Pedras Salgadas      | 1 – 0           | Académica           |
| Peniche              | 1 – 3           | Montalegre          |
| Portalegrense        | 0 – 3           | Farense             |
| Praia Milfontes      | 2 – 5           | Valenciano          |
| Real SC              | 0 – 0 (4-5 dtr) | Mirandela           |
| Rio Tinto            | 1 – 4           | Moura               |
| Sacavenense          | 2 – 1           | Varzim              |
| Santa Iria           | 3 – 1           | Lourinhanense       |
| Vila Real            | 2 – 2 (5-4 dtr) | Sanjoanense         |
| Silves               | 2 – 1           | Paredes             |
| Espinho              | 0 – 0 (6-5 dtr) | Sintrense           |
| Tomar                | 0 – 3           | Vilafranquense      |
| Trofense             | 2 – 3           | Penafiel            |
| Valadares Gaia       | 0 – 1           | Louletano           |
| Vasco da Gama Sines  | 0 – 1           | Estoril Praia       |
| Vila Flor            | 0 – 5           | Amarante            |
| Vila Silgueiros      | 0 – 2           | Angrense            |
| Vitória Sernache     | 1 – 3           | Sertanense          |
| Vale Formoso         | 3 – 0           | União Leiria        |

## Terzo turno
| 18 ottobre 2018 |                   |                    |
| Sertanense      | 0 – 3             | Benfica            |
| 19 ottobre 2018 |                   |                    |
| Vila Real       | 0 – 6             | Porto              |
| 20 ottobre 2018 |                   |                    |
| Amora           | 3 – 4 (dts)       | Belenenses SAD     |
| Cova da Piedade | 2 – 1             | Portimonense       |
| Valenciano      | 0 – 7             | Vitória Guimarães  |
| Espinho         | 3 – 3 (11-10 dtr) | Académico de Viseu |
| Loures          | 1 – 2             | Sporting Lisbona   |
| 21 ottobre 2018 |                   |                    |
| Vale Formoso    | 4 – 3 (dts)       | Coimbrões          |
| Águeda          | 1 – 0             | Louletano          |
| Armacenenses    | 1 – 2             | Vitória Setúbal    |
| Casa Pia        | 2 – 1             | Angrense           |
| Montalegre      | 2 – 1 (dts)       | Oriental Lisbona   |
| Estoril Praia   | 1 – 1 (3-4 dtr)   | Tondela            |
| Fafe            | 0 – 0 (2-4 dtr)   | Penafiel           |
| Farense         | 1 – 3             | Arouca             |
| Fátima          | 1 – 4             | Boavista           |
| Paços Ferreira  | 2 – 0             | Gafanha            |
| Leixões         | 3 – 1             | Amarante           |
| Limianos        | 0 – 2             | Covilhã            |
| Lusitano FC     | 4 – 3 (dts)       | Nacional           |
| Maria da Fonte  | 1 – 2             | Santa Clara        |
| Mirandela       | 1 – 2 (dts)       | Feirense           |
| Moura           | 0 – 0 (3-4 dtr)   | Marítimo           |
| Pedras Salgadas | 1 – 4             | Chaves             |
| Santa Iria      | 0 – 2             | Praiense           |
| São Martinho    | 0 – 1             | Moreirense         |
| Silves          | 2 – 1             | Chaves B           |
| Torreense       | 1 – 5             | Rio Ave            |
| União Madeira   | 2 – 0             | União Santiago     |
| Vilafranquense  | 0 – 4             | Anadia             |
| Sacavenense     | 1 – 3             | Desp. Aves         |
| Felgueiras 1932 | 0 – 1             | Braga              |

## Quarto turno
| 22 novembre 2018 |             |                   |
| Benfica          | 2 – 1       | Arouca            |
| 24 novembre 2018 |             |                   |
| Cova da Piedade  | 0 – 3 (dts) | Desp. Aves        |
| Lusitano FC      | 1 – 4       | Sporting Lisbona  |
| Porto            | 2 – 0       | Belenenses SAD    |
| 25 novembre 2018 |             |                   |
| Montalegre       | 1 – 0       | Águeda            |
| Covilhã          | 0 – 3       | Moreirense        |
| Paços Ferreira   | 3 – 1       | Casa Pia          |
| Leixões          | 1 – 0       | Anadia            |
| Penafiel         | 1 – 4       | Vitória Setúbal   |
| Rio Ave          | 7 – 0       | Silves            |
| Espinho          | 0 – 4       | Boavista          |
| Tondela          | 7 – 0       | Vale Formoso      |
| União Madeira    | 0 – 2       | Vitória Guimarães |
| Marítimo         | 0 – 3       | Feirense          |
| Santa Clara      | 1 – 2       | Chaves            |
| Braga            | 2 – 1       | Praiense          |

## Ottavi di finale
| 18 dicembre 2018 |                 |                   |
| Vitória Setúbal  | 0 – 1 (dts)     | Braga             |
| Leixões          | 2 – 2 (4-2 dtr) | Tondela           |
| Porto            | 4 – 3           | Moreirense        |
| 19 dicembre 2018 |                 |                   |
| Feirense         | 1 – 1 (4-2 dtr) | Paços Ferreira    |
| Desp. Aves       | 2 – 0           | Chaves            |
| Boavista         | 0 – 1           | Vitória Guimarães |
| Sporting Lisbona | 5 – 2           | Rio Ave           |
| Montalegre       | 0 – 1           | Benfica           |

## Quarti di finale
| 15 gennaio 2019   |             |                  |
| Desp. Aves        | 1 – 2       | Braga            |
| Leixões           | 1 – 2 (dts) | Porto            |
| Vitória Guimarães | 0 – 1       | Benfica          |
| 16 gennaio 2019   |             |                  |
| Feirense          | 0 – 2       | Sporting Lisbona |

## Semifinali
| Squadra 1                        | Totale      | Squadra 2        | Andata | Ritorno |
| -------------------------------- | ----------- | ---------------- | ------ | ------- |
| 6 febbraio 2019 / 3 aprile 2019  |             |                  |        |         |
| Benfica                          | 2 – 2 (gfc) | Sporting Lisbona | 2 – 1  | 0 – 1   |
| 26 febbraio 2019 / 2 aprile 2019 |             |                  |        |         |
| Porto                            | 4 – 1       | Braga            | 3 – 0  | 1 – 1   |

## Finale
| Arbitro: | do Sousa |

|                                                    |                      |                                                |
| B. Fernandes 45’ Dost 101’                         | Marcatori            | 41’ Soares 120+1’ Felipe                       |
| Dost B. Fernandes Mathieu Raphinha Coates Phellype | Tiri di rigore 5 – 4 | Soares D. Pereira Pepe Adrián Hernâni Fernando |

| Sporting CP | Porto |

|                 |    |                     |       |       |
|                 |    |                     |       |       |
| POR             | 40 | Renan Ribeiro       |       |       |
| TD              | 76 | Bruno Gaspar        | 25’   | 65’   |
| DC              | 4  | Sebastián Coates    | 90+4’ |       |
| DC              | 22 | Jérémy Mathieu      |       |       |
| TS              | 9  | Marcos Acuña        |       |       |
| CC              | 86 | Nemanja Gudelj      | 39’   | 90+3’ |
| CC              | 37 | Wendel              |       | 106’  |
| AD              | 21 | Raphinha            | 107’  |       |
| TRQ             | 8  | Bruno Fernandes (C) | 120’  |       |
| AS              | 23 | Abdoulay Diaby      |       | 74’   |
| ATT             | 29 | Luiz Phellype       | 113’  |       |
| A disposizione: |    |                     |       |       |
| POR             | 19 | Romain Salin        |       |       |
| DF              | 3  | Tiago Ilori         |       | 65’   |
| DF              | 5  | Jefferson           |       | 106’  |
| DF              | 6  | André Pinto         |       |       |
| CC              | 98 | Idrissa Doumbia     |       | 90+3’ |
| ATT             | 28 | Bas Dost            |       | 74’   |
| ATT             | 77 | Jovane Cabral       |       |       |
| Allenatore:     |    |                     |       |       |
| Marcel Keizer   |    |                     |       |       |

|                  |    |                    |        |      |
|                  |    |                    |        |      |
| POR              | 26 | Vaná               |        |      |
| TD               | 3  | Éder Militão       |        | 102’ |
| DC               | 28 | Felipe             |        |      |
| DC               | 33 | Pepe               |        |      |
| TS               | 13 | Alex Telles        | 105+2’ | 106’ |
| CC               | 16 | Héctor Herrera (C) |        |      |
| CC               | 22 | Danilo Pereira     | 99’    |      |
| CC               | 25 | Otávio             |        | 77’  |
| AD               | 11 | Moussa Marega      |        | 99’  |
| ATT              | 29 | Francisco Soares   | 96’    |      |
| AS               | 8  | Yacine Brahimi     |        |      |
| A disposizione:  |    |                    |        |      |
| POR              | 40 | Fabiano            |        |      |
| DF               | 2  | Maxi Pereira       |        |      |
| DF               | 12 | Wilson Manafá      | 120’   | 77’  |
| CC               | 10 | Óliver Torres      |        |      |
| ATT              | 7  | Hernâni            |        | 102’ |
| ATT              | 20 | Adrián López       |        | 99’  |
| ATT              | 37 | Fernando Andrade   |        | 106’ |
| Allenatore:      |    |                    |        |      |
| Sérgio Conceição |    |                    |        |      |